# 何維健
何 維健（ホー・ウェイジエン、拼音: Hé Wéi Jiàn1985年9月17日-）はシンガポール出身、アジア各地で活動中のポップ・ミュージック歌手。英語名はデリック・ホー（Derrick Hoh）。

## 略歴
2005年にシンガポールのTV局メディアコープによるオーディション番組Project SuperStarに出場、男子3位を獲得。

2年間の兵役の後、2008年にデビューアルバム『無法歸類』をリリース。

2010年12月にセカンドアルバム『變化』をリリース。

2013年1月に英語シングル『Forever』をリリース。

2015年に華語アルバム『檸檬甜甜的』をリリース。

## 音楽作品

### アルバム
| アルバム # | 概要 |
| ---------- | --- |
| 1.1        | 無法歸類 - 発売日:2008年7月30日 （シンガポール） 2008年11月6日 （マレーシア） - 言語: 北京語            |
| 1.2        | 無法歸類 - 慶功改版 - 発売日: 2008年9月23日 （シンガポール） - 言語: 北京語                             |
| 1.3        | 新生何維健 - 発売日: 2008年11月21日 （台湾） - 言語: 北京語                                             |
| 1.4        | 無法歸類 - 很想你 （終極改版） - 発売日: 2008年12月26日 （シンガポール） - 言語: 北京語                 |
| 2.1        | 變化 - 発売日: 2010年12月17日 （台湾、香港） 2010年12月23日 （シンガポール、マレーシア） - 言語: 北京語 |
| 2.2        | 變化 毎時毎刻慶功改版 - 発売日: 2011年8月5日（シンガポール） - 言語: 北京語                             |
| 3.1        | 檸檬甜甜的 - 発売日: 2015年（台湾、iTunes） - 言語: 北京語、英語                                        |

### EP
| EP # | 概要                                                  |
| ---- | ----------------------------------------------------- |
| 1.1  | Forever by Derrick - 発売日:2013年2月 - 言語: 英語    |
| 1.2  | All I Want by Derrick - 発売日:2014年5月 - 言語: 英語 |

### シングル
| シングル # | 概要 |
| ---------- | --- |
| 1          | 天空 - リリース: 2005年9月 （シンガポール） - 収録アルバム: Best of 絕對Superstar - 言語: 北京語                                                       |
| 2          | 讓我陪著你 - リリース: 2007年 （シンガポール） - 収録アルバム: 排行榜總冠軍 Best Of #1 Hits 2007 - 言語: 北京語                                        |
| 3          | 很想你 - リリース: 2008年12月 （シンガポール） - 収録アルバム: 無法歸類 - 終極改版 - 言語: 北京語                                                      |
| 4          | Open Happiness （郭美美とのデュエット） - リリース: 2009年7月 （シンガポール） - 言語: 英語                                                            |
| 5          | 變化 - リリース: 2010年2月 （シンガポール） - 言語: 北京語                                                                                             |
| 6          | Refresh.Rise.Roar コカ・コーラ ユース・オリンピック・ゲーム2010テーマソング - リリース: 2010年7月 （シンガポール） - 言語: 英語                        |
| 7          | Refresh.Rise.Roar （北京語バージョン） コカ・コーラ ユース・オリンピック・ゲーム2010テーマソング - リリース: 2010年8月 （シンガポール） - 言語: 北京語 |
| 8          | 毎時毎刻 - リリース: 2011年6月 （シンガポール） - 収録アルバム: 變化 毎時毎刻慶功改版 - 言語: 北京語                                                   |
| 9          | 軋 演唱： 陳偉聯 & 何維健 - リリース: 2012年 （シンガポール） - 収録アルバム: 対対碰 - 言語: 北京語                                                    |
| 10         | Forever by Derrick - リリース: 2013年1月 （アジア、iTunes配信） - 言語: 英語                                                                           |
| 10         | Show Me What I've Been Looking For by Derrick - リリース: 2013年10月 （シンガポール、iTunes配信） - 言語: 英語                                         |
| 11         | 檸檬甜甜的 - リリース: 2015年 - 収録アルバム: 檸檬甜甜的 - 言語: 北京語                                                                                |

## 映像作品

### ドラマ
xinmsnオンラインドラマ《i.Rock》(2012)

### MV

#### 無法歸類（2008）収録曲
- 《無法歸類》
- 《你走天橋，我走地下道》
- 《咬字》
- 《我捨不得》
- 《碰碰愛》

#### 變化（2010-11）収録曲
- 《當我知道你們相愛》 Story Version
- 《當我知道你們相愛》 Dance Version
- 《變化》
- 《空位》
- 《毎時毎刻》

#### 檸檬甜甜的（2015）収録曲
- 《檸檬甜甜的》
- 《假裝不了》
- 《晴天》

#### シングル
- 《Forever》（2013）
- 《Somebody》（2014）

#### その他
- 何維健 Derrick Hoh & 郭美美 Jocie Guo、《Open Happiness》(2009、出演)
- 郭采潔（Amber Kuo）、《你在，不在》(2009、出演)
- 郭美美、《和我來電》(2010、出演)
- 陳偉聯、《分岔口》(2012、監督・出演）
- Nick 姚俊羽、《你能夠》(2013、監督）
- Nick 姚俊羽、《原來愛》(2013、監督）
- 潘嘉麗 Kelly Poon、《小丑》(2014、監督）
- 潘嘉麗 Kelly Poon、《Goodbye》(2014、監督）

## 受賞歴
- 2008年Singapore Hit Awards 最有潛力本地新人 {Most Potential New Artiste Award}（シンガポール）
- 2008年Singapore Hit Awards 最酷造型獎 {Most Stylish Artiste Award}（シンガポール）
- 2009年Singapore e-Awards 最佳本地新人 {Best New Artiste Award}（シンガポール）
- 2011年Singapore e-Awards 人氣本地歌手 {Most Popular Singapore Artiste Award}（シンガポール）
- 2011年新城國語力頒獎禮 新城國語力新勢力歌手（香港）
- 2011年全球華語歌曲排行榜 地區傑出歌手（新加坡） （中国・台湾・香港・シンガポール・マレーシア合同、授賞式開催は上海）
- 2011年全球華語歌曲排行榜 年度二十大金曲（當我知道你們相愛） （中国・台湾・香港・シンガポール・マレーシア合同、授賞式開催は上海）
- 2011年Singapore Hit Awards 最受歓迎男歌手 {Most Popular Male Artiste Award} （シンガポール）
- 2011年Singapore Hit Awards BIOSKIN最佳造型獎 {Most Stylish Award} （シンガポール）
- 2011年TVB8金曲榜 最佳唱作歌手獎銅獎（香港）
- 2012年 2011年度雪碧新人獎（中国）
- 2013年全球華語歌曲排行榜 地區傑出歌手（新加坡）（中国・台湾・香港・シンガポール・マレーシア合同、授賞式開催はマレーシア）
- 2013年Mnet Asian Music Awards ベスト・アジアン アーティスト・シンガポール（韓国Mnetが主催、授賞式開催は香港）
- 2013年Singapore Hit Awards 年度飛躍歌手獎（シンガポール）

## コマーシャル、アンバサダー活動等
- 2009年コカ・コーラ Open Happiness キャンペーン
- 2009年第10回世界華商大会（WCEC）- シンガポール・アンバサダー [5]
- 2010年コカ・コーラ ユース・オリンピック・ゲームテーマソング"Refresh. Rise. Roar"アンバサダー